# Пригунов, Глеб Александрович
Глеб Александрович Пригунов (род. 17 июня 1974 года, Днепропетровск, Украинская ССР, СССР) — украинский политик. С 16 декабря 2015 по 8 ноября 2019 года — председатель Днепропетровского облсовета.

## Биография

### Ранние годы и образование
Глеб Александрович Пригунов родился 17 июня 1974 года в городе Днепропетровске.
- 1991 — окончил среднюю школу № 23 Днепропетровска. Во время учебы в школе в течение двух лет работал санитаром в Областной клинической больнице им. Мечникова.
- 1997 — окончил Днепропетровскую медицинскую академию, специальность «детский хирург»[4].
- С сентября 2002 по февраль 2004 года учился в Днепропетровском региональном институте государственного управления Национальной академии государственного управления при Президенте Украины по специальности «Государственное управление», магистр государственного управления[5].

## Карьера
- 1989—1990 гг. — санитар хозрасчётной поликлиники Областной клинической больницы имени Мечникова.
- 1990—1991 гг. — палатный санитар Областной клинической больницы имени Мечникова.
- С августа 1997 года по сентябрь 2005 года работал в Днепропетровской областной детской клинической больнице на должностях врача-интерна, врача-хирурга консультативной поликлиники, врача-хирурга по оказанию экстренной медицинской помощи и врача-хирурга детского приёмного отделения[6].
- 2002 год — возглавил городскую организацию партии «Реформы и порядок», в этом же году стал депутатом Кировского районного совета в городе Днепропетровске[7].
- 2004 год — активный участник Оранжевой революции, член штаба кандидата в президенты Украины Виктора Ющенко.
- В 2005 году вошёл в состав политсовета политической партии "Народный Союз «Наша Украина»".
- С 2005 по 2010 год — начальник управления по вопросам внутренней политики Днепропетровской облгосадминистрации[8].
- С 2010 года заместитель председателя Днепропетровской областной организации партии «Фронт перемен»[8][9].
- В 2010 году был избран депутатом Днепропетровского областного совета по списку партии «Фронт перемен», руководитель фракции в облсовете. В 2014 году фракция была переименована в «Время объединяться ради реформ»[10].
- Во время Евромайдана 2013 года, был единственным депутатом облсовета, который в центре Днепропетровска открыл приёмную для юридической и другой помощи участникам протеста.
- 2014 год — после победы Порошенко на президентских выборах возглавил региональное отделение президентской партии, стал руководителем секретариата Днепропетровской областной организации партии «Блок Порошенко».
- Октябрь—декабрь 2015 года — заместитель председателя Днепропетровской облгосадминистрации[8].
- В октябре 2015 года избран депутатом Днепропетровского областного совета VII созыва[11][6][12].
- 16 декабря 2015 года на первой сессии VII созыва Глеб Пригунов был избран председателем Днепропетровского областного совета[13].
- 5 ноября 2019 года подал в отставку с поста председателя Днепропетровского областного совета в результате объединения фракции оппозиционный блок и представителей партии «СН» после победы Зеленского на президентских выборах. В результате чего начались притеснения акций «Движение сопротивления капитуляции» которую Прыгунов поддерживал.

## На посту председателя областного совета
За время пребывания Пригунова в должности в области происходил ремонт дорог и водоводов, заработал первый на Украине кооперативный элеватор.
Также был осуществлен ряд мероприятий в различных сферах. Областной совет выделил средства на ремонт хирургического корпуса детской больницы имени Руднева и строительство новых амбулаторий, было увеличено финансирование областной детской больницы, реализован проект "Помощь идёт".
Был отремонтирован стадион в Межевой и построен новый стадион в Петриковке.
Пригунов поддерживал этно-фестиваль «Петриківський дивоцвіт». Казацкие песни Днепропетровщины были внесены в Список нематериального культурного наследия ЮНЕСКО.
Днепровскому театру имени Т. Шевченко присвоили статус национального.
В 2017 году был открыт новый епархиальный храм Украинской православной церкви.
Пригунов стал инициатором учреждения премии для талантливой и активной молодёжи.
Состоялся рабочий визит украинской делегации во главе с Пригуновым в Бразилию, который предусматривал налаживание двустороннего украино-бразильского сотрудничества.
Пригунов поддерживал экологические инициативы: высадка деревьев, конкурсы микро по энергоэффективности и энергосбережению, введение экомониторинга и проектов по энергосбережению.
Немецкое общество международного сотрудничества (GIZ) представило проект сброса избытка шахтных вод Криворожского бассейна.

## Отличия и награды
- 2010 — орден Данилы Галицкого[37].
- 2017 — Орден Святого Равноапостольного князя Владимира Великого II степени[7].

## Общественная деятельность
В 2010 году создал и возглавил общественную организацию "Фонд преобразования общества «Универсум».
С первых дней Майдана 2013 года поддерживал протестующих, участвовал в противостоянии демонстрантов с силовиками в Киеве и Днепропетровске.
Основатель Первого всеукраинского театрального фестиваля «Феерия Днепра».

## Благотворительность
При поддержке Пригунова был создан хоспис в Днепропетровской области.
В 2017 году Глеб Пригунов открыл памятный знак погибшим в АТО.
В 2017 году в рамках акции «Радуга дружбы» детям из прифронтовых территорий Донецкой области было передано игрушки, книги, спортивный инвентарь. Также гуманитарную помощь получили жители Авдеевки. Пригунов реализовал проект «Помощь идет», который предоставляет возможность жителям прифронтовых территорий проходить лечение в медучреждениях Днепропетровской области.
В 2017 году Пригунов призвал днепрян поддержать строительство храма Кафедрального собора Покрова Пресвятой Богородицы УПЦ КП.
Пригунов поддерживал донорские акции сдачи крови.

## Семья
Имеет 2 дочерей и сына.